# Китуба
Китуба (Kituba, Kikongo ya leta) е креолски език, базиран на киконго, говорен в западната част Централна Африка, главно в Демократична република Конго и Република Конго. Около 1990 година езикът се говори като роден от около 5,4 милиона души и се използва широко в региона като лингва франка.
За произхода на китуба има различни хипотези, но той се разпространява широко в градските центрове през колониалната епоха, от края на XIX век до средата на XX век и днес е основен език в Централно Конго, Кванго, Квилу и южните части на Република Конго, включително в Бразавил и Поант Ноар.